# Saga degli Atridi

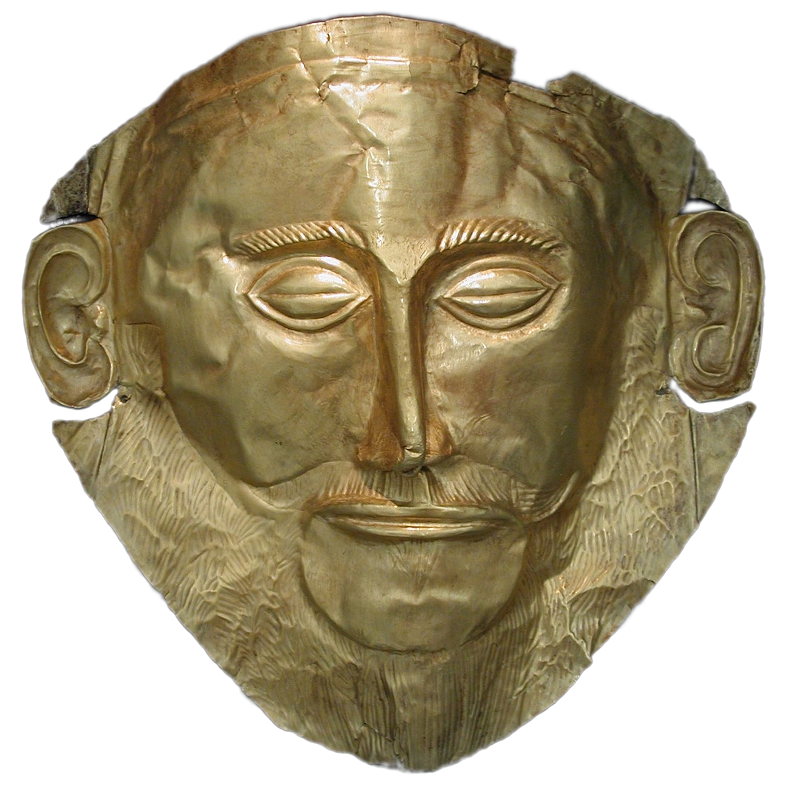
L'oggetto noto come Maschera di Agamennone (XVI secolo a.C. circa)

La saga degli Atridi o dei Pelopidi è formata dalla lunga serie di miti della mitologia greca riguardanti Atreo e i suoi figli (gli Atridi sono in effetti propriamente i figli di Atreo, Agamennone e Menelao). Essa include dunque le dispute e le terribili vendette reciproche di Atreo col fratello Tieste, figli di Pelope e nipoti di Tantalo (entrambi colpiti a loro volta dalla maledizione divina per i loro crimini), figlio di Zeus, l'ascesa al trono e poi l'uccisione di Agamennone (capo della spedizione greca contro Troia), le vicende di Menelao (sposo di Elena di Troia) e numerose altre storie come la vendetta di Elettra e Oreste con il matricidio contro Clitennestra, su ordine di Apollo, in quanto responsabile con Egisto della morte di Agamennone, con l'assoluzione finale del giovane grazie ad Atena, e la liberazione dalla maledizione della stirpe, per grazia di Zeus e Apollo.
Vengono qui riportate in forma succinta le vicende raccontate dal mito. Va tuttavia tenuto presente che il mito stesso si presenta in varie versioni differenti, ed è dunque inevitabile una cernita, nell'impossibilità di dare conto di ognuna delle varianti. Si è comunque in generale cercato di riportare la versione più nota.

## Genealogia
|  |  |           |           |           |           |           |           |           |           |           |           |           |           |          |          |       |       |            |            | Tantalo    |            |            |            |        |        |              |              |              |              |              |              |        |        |           |           |           |           |           |           |         |         |         |         |  |  |  |  |
|  |  |           |           |           |           |           |           |           |           |           |           |           |           |          |          |       |       |            |            |            |            |            |            |        |        |              |              |              |              |              |              |        |        |           |           |           |           |           |           |         |         |         |         |  |  |  |  |
|  |  |           |           |           |           |           |           | Ippodamia | Ippodamia | Ippodamia | Ippodamia | Ippodamia | Ippodamia |          |          |       |       |            |            | Pelope     | Pelope     | Pelope     | Pelope     | Pelope | Pelope |              |              |              |              |              |              |        |        |           |           |           |           |           |           |         |         |         |         |  |  |  |  |
|  |  |           |           |           |           |           |           | Ippodamia | Ippodamia | Ippodamia | Ippodamia | Ippodamia | Ippodamia |          |          |       |       |            |            | Pelope     | Pelope     | Pelope     | Pelope     | Pelope | Pelope |              |              |              |              |              |              |        |        |           |           |           |           |           |           |         |         |         |         |  |  |  |  |
|  |  |           |           |           |           |           |           |           |           |           |           |           |           |          |          |       |       |            |            |            |            |            |            |        |        |              |              |              |              |              |              |        |        |           |           |           |           |           |           |         |         |         |         |  |  |  |  |
|  |  |           |           |           |           |           |           |           |           |           |           |           |           |          |          |       |       |            |            |            |            |            |            |        |        |              |              |              |              |              |              |        |        |           |           |           |           |           |           |         |         |         |         |  |  |  |  |
|  |  |           |           |           |           | Erope     | Erope     | Erope     | Erope     | Erope     | Erope     |           |           | Atreo    | Atreo    | Atreo | Atreo | Atreo      | Atreo      |            |            |            |            |        |        |              |              |              |              | Tieste       | Tieste       | Tieste | Tieste | Tieste    | Tieste    |           |           | Pelopia   | Pelopia   | Pelopia | Pelopia | Pelopia | Pelopia |  |  |  |  |
|  |  |           |           |           |           | Erope     | Erope     | Erope     | Erope     | Erope     | Erope     |           |           | Atreo    | Atreo    | Atreo | Atreo | Atreo      | Atreo      |            |            |            |            |        |        |              |              |              |              | Tieste       | Tieste       | Tieste | Tieste | Tieste    | Tieste    |           |           | Pelopia   | Pelopia   | Pelopia | Pelopia | Pelopia | Pelopia |  |  |  |  |
|  |  |           |           |           |           |           |           |           |           |           |           |           |           |          |          |       |       |            |            |            |            |            |            |        |        |              |              |              |              |              |              |        |        |           |           |           |           |           |           |         |         |         |         |  |  |  |  |
|  |  |           |           |           |           |           |           |           |           |           |           |           |           |          |          |       |       |            |            |            |            |            |            |        |        |              |              |              |              |              |              |        |        |           |           |           |           |           |           |         |         |         |         |  |  |  |  |
|  |  | Anassibia | Anassibia | Anassibia | Anassibia | Anassibia | Anassibia |           |           | Menelao   | Menelao   | Menelao   | Menelao   | Menelao  | Menelao  |       |       | Agamennone | Agamennone | Agamennone | Agamennone | Agamennone | Agamennone |        |        | Clitennestra | Clitennestra | Clitennestra | Clitennestra | Clitennestra | Clitennestra |        |        | Egisto    | Egisto    | Egisto    | Egisto    | Egisto    | Egisto    |         |         |         |         |  |  |  |  |
|  |  | Anassibia | Anassibia | Anassibia | Anassibia | Anassibia | Anassibia |           |           | Menelao   | Menelao   | Menelao   | Menelao   | Menelao  | Menelao  |       |       | Agamennone | Agamennone | Agamennone | Agamennone | Agamennone | Agamennone |        |        | Clitennestra | Clitennestra | Clitennestra | Clitennestra | Clitennestra | Clitennestra |        |        | Egisto    | Egisto    | Egisto    | Egisto    | Egisto    | Egisto    |         |         |         |         |  |  |  |  |
|  |  |           |           |           |           |           |           |           |           |           |           |           |           |          |          |       |       |            |            |            |            |            |            |        |        |              |              |              |              |              |              |        |        |           |           |           |           |           |           |         |         |         |         |  |  |  |  |
|  |  |           |           |           |           |           |           |           |           |           |           |           |           |          |          |       |       |            |            |            |            |            |            |        |        |              |              |              |              |              |              |        |        |           |           |           |           |           |           |         |         |         |         |  |  |  |  |
|  |  |           |           |           |           |           |           |           |           | Ifigenia  | Ifigenia  | Ifigenia  | Ifigenia  | Ifigenia | Ifigenia |       |       | Oreste     | Oreste     | Oreste     | Oreste     | Oreste     | Oreste     |        |        | Elettra      | Elettra      | Elettra      | Elettra      | Elettra      | Elettra      |        |        | Crisotemi | Crisotemi | Crisotemi | Crisotemi | Crisotemi | Crisotemi |         |         |         |         |  |  |  |  |

## Il mito

### Tantalo e Pelope

#### Le origini: Tantalo
Tantalo, figlio di Zeus, per provare l'onniscienza degli dei li invitò a un banchetto in cui offrì loro le carni del giovane figlio Pelope. Essendosi accorti del macabro inganno, tutti i celesti allontanarono i piatti, eccetto Demetra che, sconvolta dalla perdita della figlia Persefone, non vi badò e si cibò di una spalla. Dopo aver punito Tantalo (condannandolo ad avere per sempre nel Tartaro una fame e una sete impossibili da placare) gli dei resuscitarono Pelope, fornendogli una spalla d'avorio, creata da Efesto. Secondo altri autori Pelope era nato con quella malformazione e dopo essere stato assassinato, Rea, la divinità della terra gli diede con un soffio nuovamente la vita. Secondo un'altra versione, al banchetto indetto dal padre Tantalo, al quale partecipavano anche gli dei, Poseidone vedendo Pelope se ne innamorò, portandolo con sé sull'Olimpo. A causa della colpa del padre venne però rispedito sulla terra. Ma anche i figli, Niobe e Pelope, incorsero in seguito nell'ira divina.

#### Pelope e la maledizione di Mirtilo
Pelope, inizialmente viveva nella terra lasciata dal padre, la Paflagonia, dove governava con giustizia sia la Frigia sia la Lidia. Costretto da un'invasione di barbari, intraprese un viaggio attraverso la Grecia alla ricerca di un regno da governare. Giunse quindi alla corte del re Enomao. Questi, re di Pisa (in Elide) e figlio del dio Ares, non aveva mai acconsentito a concedere la mano della figlia Ippodamia ai giovani che la corteggiavano perché un oracolo gli aveva predetto che sarebbe morto per mano del proprio genero. Enomao possedeva dei cavalli divini, Psilla (pulce) e Arpinna (razziatrice), perciò, sapendo di non poter essere mai battuto, proponeva ai pretendenti della figlia di gareggiare con lui in una corsa di carri: se avessero vinto, avrebbero sposato Ippodamia; in caso contrario sarebbero stati uccisi. Già tredici giovani avevano perso la vita (Pausania elenca diciotto nomi). Quando Pelope arrivò a Pisa con un carro leggerissimo munito di cavalli alati datigli da Poseidone, vide Ippodamia e se ne innamorò.

Terrorizzato però dalla vista delle teste inchiodate alle porte del palazzo d'Enomao e mozzate agli sfortunati pretendenti, decise di vincere la gara slealmente: corruppe Mirtilo (figlio di Hermes, auriga del sovrano e anch'egli infatuato di Ippodamia), promettendogli che non appena avesse vinto la corsa, gli avrebbe permesso di passare una notte con la principessa.
Mirtilo, accettando l'offerta di Pelope, tolse i perni degli assali del carro di Enomao e li sostituì con dei pezzi di cera; durante la corsa le ruote si staccarono, il carro si rovesciò e Enomao morì. Successivamente Pelope, certamente geloso dell'amore d'Ippodamia, annegò l'auriga che, in punto di morte e invocando Ermes, maledisse l'usurpatore e tutta la sua discendenza. Pelope, diventato re, accumulò sì ricchezze e onori ma fu causa della rovina dei suoi figli (Atreo e Tieste) e della sua intera stirpe; e questo nonostante avesse tentato di procurarsi i favori di Zeus istituendo le Olimpiadi. L'auriga di Pelope era Cilla. Per placare l'ira di Hermes, Pelope eresse subito un tempio per onorarlo e, tentando di soffocare il rimorso della propria coscienza tributò onori eroici a Mirtilo, dando onori anche ai tanti morti che avevano sfidato Enomao e avevano perso, ma questo non pose fine alla maledizione divina. Dalla moglie Ippodamia ebbe venti figli, tra cui Pitteo, Alcatoo, Atreo, Tieste, Ippalco, Copreo, Scirone, Ippalcimo, Cleonte e Lisidice. Dalla ninfa Astioche ebbe invece Crisippo.

### Atreo e Tieste

#### L'uccisione di Crisippo
Atreo e Tieste erano due dei figli di Pelope, re di Pisa (in Elide), a sua volta figlio di Tantalo. Essi erano gelosi di un loro fratellastro, Crisippo, che il padre Pelope aveva avuto dalla ninfa Astioche. Temendo che, essendo il figlio prediletto del padre, il trono di Pisa potesse andare a lui, Atreo e Tieste uccisero Crisippo con l'aiuto della loro madre Ippodamia. Per questo motivo, essi furono banditi dalla città da Pelope, il quale pronunciò anche lui una maledizione contro di loro. Essi si rifugiarono ad Argo (o Micene), presso il loro parente Stenelo, re della città.

#### L'ascesa al trono
Quando Stenelo morì senza figli, un oracolo consigliò agli abitanti di Argo di prendere come nuovo sovrano uno dei figli di Pelope. Ci si trovò quindi nella necessità di scegliere tra Tieste e Atreo: qui cominciarono le ostilità e i raggiri tra i due fratelli. Infatti, tempo prima, Atreo aveva trovato nel suo gregge un agnello dal vello d'oro, che aveva deciso di tenere per sé. Ma sua moglie Erope aveva trafugato il vello e l'aveva dato a Tieste, di cui era segretamente diventata amante. Così, quando Tieste propose ad Atreo che a prendere la corona di Argo fosse colui che avesse posseduto un vello d'oro, Atreo accettò rallegrandosene, poiché credeva di avere quell'oggetto. Ma a possedere il vello era in realtà Tieste, che venne così designato sovrano di Argo. Tuttavia Atreo, che godeva del favore degli dei, venne avvertito da Zeus tramite Hermes di proporre al fratello un altro patto: se il sole avesse invertito il suo corso e fosse tramontato a est, allora Tieste avrebbe dovuto cedere la corona ad Atreo, in quanto chiaramente prescelto dagli dei. Tieste accettò e quel giorno il sole effettivamente tramontò ad est, costringendo Tieste a rinunciare alla sovranità e proclamando Atreo re di Argo.

#### La vendetta di Atreo

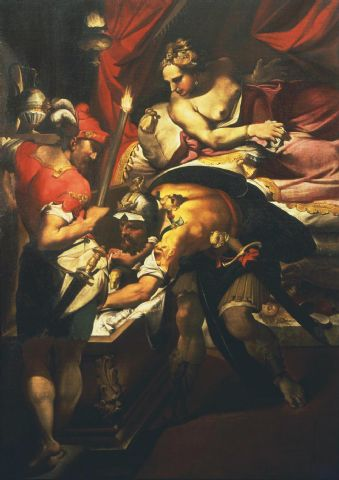
Tieste ed Erope (dipinto di Giovanni Francesco Bezzi)

Una volta divenuto re di Argo, Atreo si affrettò ad esiliare il fratello, per prevenire eventuali sue brame sul trono. Quando però venne a sapere della relazione che c'era stata tra sua moglie Erope e Tieste, escogitò una tremenda vendetta. Fece cercare e uccidere tre dei figli di Tieste (Aglao, Orcomeno e Callileonte) e ne fece cucinare le carni. Poi richiamò Tieste ad Argo con la scusa di una riconciliazione e, invitatolo ad un banchetto, gli servì come pietanza la carne dei suoi figli. Quando Tieste ebbe mangiato, Atreo gli mostrò le loro teste, rivelandogli di cosa si era cibato, poi lo cacciò dalla città.

#### La rivincita di Tieste
Sconvolto dalla rabbia e dall'orrore, Tieste si rifugiò a Sicione, dove viveva un'altra sua figlia, Pelopia. Chiese a un oracolo in che modo avrebbe potuto vendicarsi del fratello e ottenne come responso che l'unico modo era generare un figlio con sua figlia Pelopia: da questa unione sarebbe nato colui che l'avrebbe vendicato. Rassegnatosi a dover compiere quell'atto incestuoso, Tieste decise di commetterlo senza farsi riconoscere. In una notte in cui Pelopia (che era una sacerdotessa) stava tornando a casa da sola dopo aver compiuto dei sacrifici, Tieste, mascherato, la violentò e la mise incinta. La ragazza riuscì però a sottrargli la spada.
Atreo, nel frattempo, temeva che con i suoi crimini potesse essersi inimicato gli dei e si rivolse quindi all'oracolo di Delfi per un responso in merito. Esso gli intimò di richiamare Tieste da Sicione, sicché Atreo si recò personalmente in quella città, ma il fratello si era già allontanato. Qui si innamorò di Pelopia, che credette figlia del re Tesproto (ed era invece nipote dello stesso Atreo, essendo figlia di Tieste). Atreo giacque con lei, la chiese in sposa e il re la concesse, lieto di rendere un buon servigio a Pelopia e di amicarsi un re così valido, tacendo la verità. Vennero quindi celebrate le nozze con la fanciulla, che, alcuni mesi dopo, partorì il bambino che aveva precedentemente concepito con Tieste e lo abbandonò sulle montagne. Qui fu rinvenuto da alcuni pastori che si presero cura di lui e lo nutrirono. Atreo, una volta saputa la storia da Pelopia, decise di recuperare il bambino (chiamato Egisto) e allevarlo, poiché era convinto che egli fosse in realtà figlio suo.
Quando Egisto divenne adulto, Atreo lo incaricò di andare a cercare Tieste, poiché aveva deciso di eliminarlo. Egisto eseguì l'ordine, rintracciò Tieste e lo riportò ad Argo, dove ricevette da Atreo l'ordine di ucciderlo. Quando già Egisto si apprestava a compiere l'atto, però, Tieste riconobbe quella che anni prima era stata la sua spada. Chiese a Egisto come se la fosse procurata e questi rispose che era una spada di sua madre. Allora Tieste supplicò di far convocare quella donna, poiché aveva capito essere sua figlia Pelopia, e rivelò ai presenti il segreto della nascita di Egisto. In seguito a queste notizie, Pelopia si tolse la vita, avendo scoperto di essere una madre incestuosa, mentre Egisto decise di uccidere Atreo, e così fece, mettendo al suo posto Tieste come sovrano di Argo. Si avverò così la profezia dell'oracolo, che aveva visto in Egisto, figlio incestuoso, colui che avrebbe vendicato Tieste.

### Agamennone e Menelao

#### L'esilio a Sparta
Dopo la morte di Atreo, i suoi due figli Agamennone e Menelao furono esiliati e si rifugiarono presso il re di Sparta, Tindaro. Qui i due figli di Atreo si sposarono con due delle figlie di Tindaro, Elena e Clitennestra. Agamennone sposò Clitennestra dopo aver ucciso il suo primo marito Tantalo (che era un figlio di Tieste) ed aver ottenuto, sia pure a malincuore, il consenso della donna al matrimonio. A quel punto Agamennone, con l'aiuto militare di Tindaro, poté marciare su Argo e riprendersi il trono, dove regnò insieme alla moglie Clitennestra, cacciando Tieste (che morirà poco dopo) ed Egisto. Ebbe tre figlie, Elettra, Ifigenia e Crisotemi, e un figlio, Oreste. Menelao invece, sposo di Elena, ebbe il trono di Sparta.

#### La guerra di Troia
Questa versione del mito, ripresa poi da Euripide nell'Elena, pare risalga al poeta Stesicoro. Narra il mito che Stesicoro aveva scritto un'elegia intitolata Elena, in cui accusava la donna di essere un'adultera, oltre che la causa della lunga e sanguinosa guerra di Troia. Dopo aver scritto quest'opera, Stesicoro perse la vista. Sospettò allora che si trattasse di una punizione dei Dioscuri per aver accusato Elena di adulterio, così scrisse la Palinodia, in cui ritrattò tutto quanto detto, sostituendolo con la versione di cui sopra, che scagionava Elena dall'accusa di adulterio. In seguito a questa ritrattazione, Stesicoro riacquistò la vista.
In seguito al giudizio di Paride, la dea Afrodite indusse Elena ad abbandonare il marito Menelao, sovrano di Sparta, e ad unirsi a Paride, un bel giovane che abitava nella città di Troia. Secondo alcuni, Elena fu spinta ad andare a Troia dalla dea e non aveva quindi colpe, mentre per altri Elena era in realtà una donna di facili costumi, fuggita con Paride per lussuria. Venne quindi organizzata una grande spedizione, che coinvolse tutto il mondo greco, per andare a riprendere Elena. Tale spedizione, in cui Menelao era la parte lesa, era guidata da Agamennone.
Prima di arrivare a Troia, la flotta si ritrovò però bloccata in Aulide da una bonaccia di vento. Interrogato l'indovino Calcante, Agamennone seppe che la dea Artemide era in collera con lui e l'unico modo per placarla era sacrificarle la figlia Ifigenia. Dapprima Agamennone rifiutò, ma poi, spinto da Menelao e Ulisse, si lasciò convincere e fece in modo di far arrivare la figlia in Aulide, col pretesto di farla fidanzare con Achille. Poco prima che venisse compiuto il sacrificio però, la dea Artemide, impietosita, sostituì la giovane con una cerva e portò Ifigenia in Tauride, dove ne fece una sua sacerdotessa. La flotta poté così ripartire.
Ebbe così inizio la guerra di Troia, durante la quale Agamennone e Menelao compirono numerose azioni eroiche. Dieci anni dopo, alla fine della guerra, dopo aver saccheggiato la città Agamennone poté tornare ad Argo, portando con sé come schiava la profetessa Cassandra, con la quale aveva intrecciato una relazione, mentre Menelao poté ripartire per Sparta con Elena.

#### Il ritorno di Menelao ed Elena
Dopo il sacco di Troia, Menelao si mise in mare per il ritorno insieme alla sua flotta, ma al momento di doppiare Capo Malea, una tempesta li sbatté sull'isola di Creta, dove la maggior parte delle navi affondò. Menelao ed Elena scamparono alla morte e sbarcarono infine in Egitto, dove rimasero ben cinque anni e dove Menelao accumulò ingenti ricchezze. Infine lasciarono l'Egitto, ma fu un viaggio assai breve, perché una bonaccia di vento li costrinse a fermarsi sull'isola di Faro, presso le foci del Nilo. Rimasero per venti giorni sull'isola e quando già la fame cominciava a farsi sentire, il dio Proteo, che su quell'isola risiedeva, consigliò a Menelao di tornare in Egitto e lì offrire sacrifici agli dei. Menelao così fece e in questo modo poté tornare a Sparta. Erano passati otto anni dalla sua partenza da Troia e diciotto da quando la guerra era cominciata.
Una volta tornato a Sparta, Menelao regnò per molti anni insieme a Elena, da cui ebbe i figli Ermione e Nicostrato. Alla fine della sua lunga vita egli fu portato nei Campi Elisi senza morire, onore accordatogli da Zeus per essere stato suo genero.

#### Il ritorno e l'uccisione di Agamennone
Agamennone ritornò in patria poco dopo la fine della guerra (nonostante l'ombra di Achille avesse tentato di trattenerlo predicendogli le sue future disgrazie), portando con sé Cassandra e il bottino di guerra. Venne accolto con grandi festeggiamenti dalla moglie Clitemnestra, la quale però aveva nel frattempo intessuto una relazione con il già incontrato Egisto, figlio di Tieste. I due ordirono dunque un complotto per uccidere Agamennone. Secondo alcune versioni del mito fu Egisto a compiere materialmente l'omicidio, secondo altre fu Clitennestra a colpi di scure; in ogni caso, eliminando Agamennone i due si assicurarono il dominio su Argo. La stessa sorte toccò anche a Cassandra. Per paura che l'unico figlio maschio di Agamennone e Clitennestra, il piccolo Oreste, potesse essere coinvolto nel massacro, la sorella Elettra lo portò in Focide, affidandolo al sovrano Strofio, che lo crebbe assieme a suo figlio Pilade.

### La vendetta di Oreste

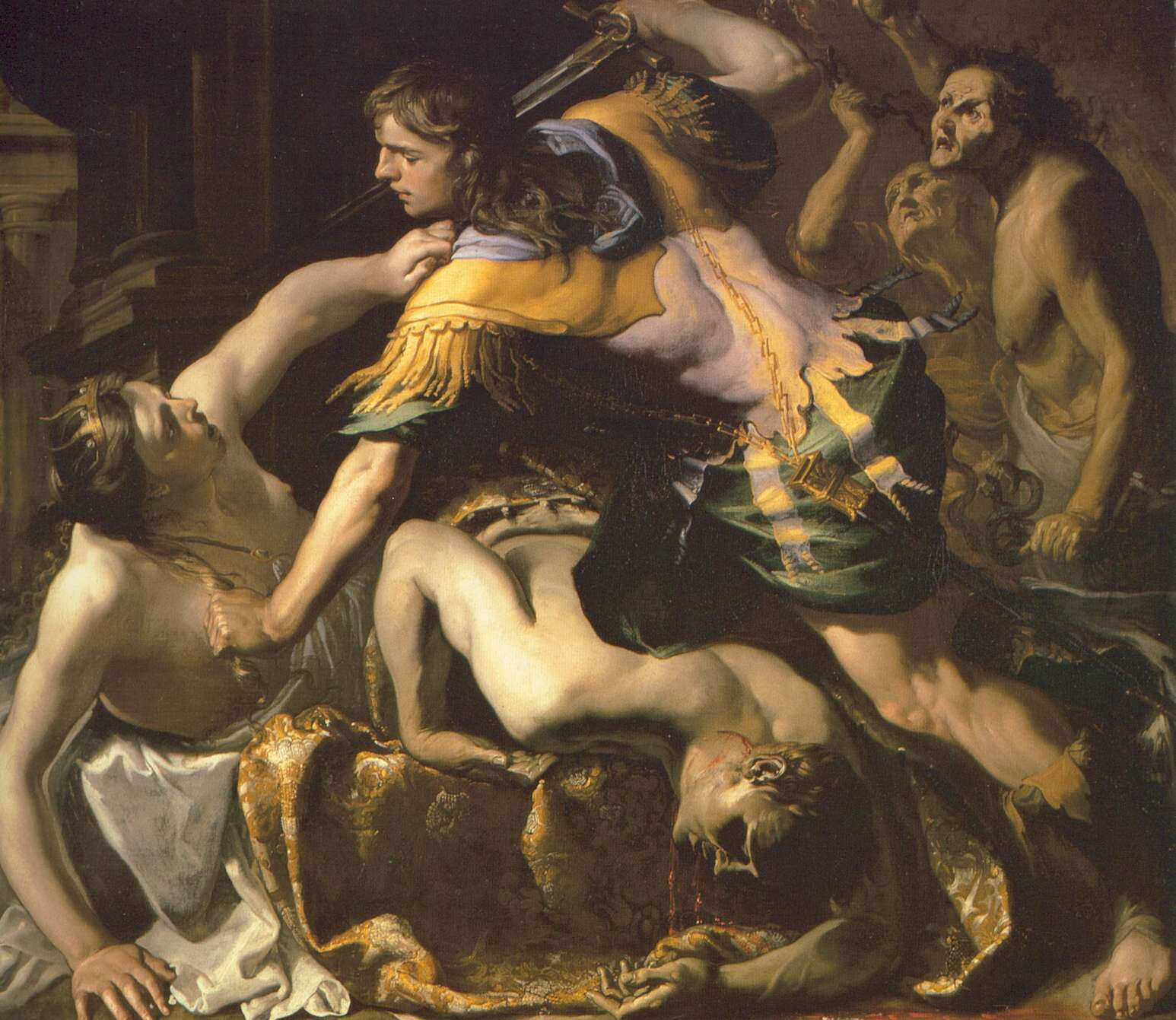
Oreste uccide Egisto e Clitennestra (dipinto di Bernardino Mei, 1654)

Dieci anni dopo l'omicidio del padre, Oreste, ormai divenuto adulto, ricevette l'ordine dal dio Apollo di tornare ad Argo insieme a Pilade, per vendicare la morte di Agamennone uccidendo i suoi assassini, spinto anche dalla sorella Elettra che odiava la madre ed Egisto. Travestito, Oreste riuscì a introdursi con l'inganno nel palazzo dove vivevano Egisto e Clitemnestra e li uccise entrambi. Invano la donna si scoprì il seno, ricordandogli di essere colei che gli aveva dato la vita.
Una volta compiuta la vendetta, però, le Erinni, vendicatrici dei delitti tra consanguinei, cominciarono a perseguitarlo. Oreste allora si rifugiò ad Atene, dove la dea Atena, ascoltata la sua storia, decise di organizzare un processo, da celebrarsi davanti al tribunale dell'Areopago (il tribunale ateniese competente per i crimini di sangue), con Atena nei panni del presidente della giuria, le Erinni come accusa e Apollo come difesa. Alla contestazione di aver ucciso un consanguineo, Oreste poteva contrapporre l'argomento di aver ucciso su ordine del dio Apollo e per vendicare un crimine altrettanto odioso. Alla fine quest'ultima tesi prevalse e Oreste venne assolto.
Dopo l'assoluzione, allo scopo di essere completamente riabilitato, Oreste fu mandato da Apollo in Tauride insieme a Pilade, a recuperare una statua di Artemide. Lì giunti, però essi furono fatti prigionieri dalla popolazione locale ed il re Toante decise di offrirli in sacrificio ad Artemide. Ma quando arrivò la sacerdotessa per compiere il sacrificio, Oreste subito la riconobbe: era Ifigenia, sua sorella (infatti, come già raccontato, ella era stata portata in Tauride da Artemide prima dell'inizio della guerra di Troia). Oreste allora le spiegò il motivo del suo arrivo in Tauride e venne ideato un piano per scappare. Con la scusa di purificare in mare secondo un rituale segreto l'uomo da sacrificare, Ifigenia congedò le guardie e poi scappò via mare insieme a Oreste e Pilade. Tornato a casa, Oreste regnò per lunghi anni ad Argo e anche a Sparta (come successore di Menelao). Sposò infatti la cugina Ermione, figlia di Menelao ed Elena, ed ebbe come figlio Tisameno, mentre Elettra sposò Pilade.
Tisameno regnò fino al ritorno degli Eraclidi a Sparta, evento simboleggiante l'invasione dei Dori e la fine dell'epoca micenea in cui sono ambientati molti miti greci, e l'inizio dell'epoca propriamente storica più antica.

### Esplicative
1. ↑  Il mito è incerto riguardo all'ambientazione della vicenda ad Argo o a Micene. Anche l'Iliade e l'Odissea danno informazioni contraddittorie in merito.
2. ↑  Elena e Clitennestra erano gemelle, tuttavia mentre Clitennestra era figlia di Tindaro e di Leda, Elena era figlia di Zeus, che si era unito a Leda sotto forma di cigno.
3. ↑  Da non confondersi con l'omonimo Tantalo nonno di Tieste, cui si è già accennato.
4. ↑  Nell'Iliade Elena appare piena di sensi di colpa, definisce se stessa "una cagna", ma Priamo le dice: "Tu non hai colpe" (Iliade, III, vv. 162-165). Invece parecchi autori successivi la descrissero in maniera ben diversa: Eschilo la definisce "donna dai molti uomini" (Agamennone, v. 62) e "rovina di navi, rovina d’eroi, rovina di città" (Agamennone, vv. 688-690). Anche Euripide, nelle Troiane, descrive Elena come la grande meretrice che, scappata con Paride a Troia, causò lo scoppio della guerra.
5. ↑  Il motivo per cui così tante città greche parteciparono alla spedizione per Elena è il seguente: essendo Elena una donna bellissima, quando fu in età da marito tutti i capi greci chiesero la sua mano. Siccome la loro rivalità rischiava di generare un conflitto, su suggerimento di Ulisse, Tindaro fece loro giurare che chiunque fosse stato il fortunato sposo, tutti avrebbero dovuto accorrere in suo aiuto nel caso qualcuno avesse tentato di rapire Elena.
6. ↑  Come già ricordato, infatti, Elena non era figlia di Tindaro ma di Zeus.

### Bibliografiche
1. ↑  Pindaro, Olimpiche, 1, 46-51
2. ↑  Servio, commento a Virgilio, Eneide VI, 603.
3. ↑  (EN) Pausania, Periegesi della Grecia VI, 21.8 e seguito, su theoi.com. URL consultato il 10 maggio 2019.
4. 1 2  Grimal, pp. 81-82.
5. ↑   Tieste, in Treccani.it – Enciclopedie on line, Roma, Istituto dell'Enciclopedia Italiana. URL consultato l'8 settembre 2017.
6. ↑  Souli, p. 135.
7. ↑  Grimal, pp. 81-82, 190-191.
8. ↑  Pseudo-Apollodoro, Epitome, II, 14.
9. ↑  Igino, Fabula, 88.
10. ↑  Igino, Fabula, 88, 243.
11. ↑  Grimal, pp. 190-191.
12. ↑  Pseudo-Apollodoro, Epitome, II, 15.
13. 1 2 3  Grimal, pp. 21-24.
14. 1 2 3  Grimal, pp. 410-413.
15. ↑   Palinodia, in Treccani.it – Enciclopedie on line, Roma, Istituto dell'Enciclopedia Italiana. URL consultato l'8 settembre 2017.
16. ↑   Casertano e Nuzzo, Storia e testi della letteratura greca (PDF), su palumboeditore.it. URL consultato l'8 settembre 2017.
17. ↑  Guidorizzi, pp. 187-188.
18. ↑  Souli, p. 144.
19. ↑  Odissea, IV, 561 ss.
20. 1 2 3  Grimal, pp. 459-462.